# Contrôle fiscal des comptabilités informatisées
En France, le contrôle fiscal des comptabilités informatisées (en abrégé, CFCI) est l'activité principale des brigades de vérification des comptabilités informatisées (BVCI), les brigades de contrôle fiscal de la direction des Vérifications nationales et internationales (DVNI) dépendant de la direction générale des Finances publiques (DGFiP).

## Cadre légal
Ce contrôle s'insère dans les vérifications de comptabilité qui composent le contrôle fiscal en France sur la base de l'article L. 13 du LPF et de l'article 54 du CGI, le quatrième alinéa de l'article L. 13 indiquant que

« Lorsque la comptabilité est tenue au moyen de systèmes informatisés, le contrôle porte sur l'ensemble des informations, données et traitements informatiques qui concourent directement ou indirectement à la formation des résultats comptables ou fiscaux et à l'élaboration des déclarations rendues obligatoires par le code général des impôts ainsi que sur la documentation relative aux analyses, à la programmation et à l'exécution des traitements. »

Le CFCI s'engage par un avis de passage complétant l'avis de vérification (LPF L. 47) et venant éventuellement prolonger la durée de la vérification, sous conditions (LPF L. 52).
Le CFCI s'appuie sur les dispositions concernant la conservation des documents (LPF L. 102 B, et L. 102 C le cas échéant) selon les délais de prescriptions de chaque impôt (LPF L. 169).
Il fait principalement intervenir l'article L. 47 A II du LPF relatif aux demandes de traitements, contraignantes mais dont l'option de réalisation est laissée au choix du contribuable vérifié. La sanction de non-réalisation d'un traitement est l'évaluation d'office (LPF L. 74).
Cet article L. 47 A II indique que :

« II.-En présence d'une comptabilité tenue au moyen de systèmes informatisés et lorsqu'ils envisagent des traitements informatiques, les agents de l'administration fiscale indiquent par écrit au contribuable la nature des investigations souhaitées. Le contribuable formalise par écrit son choix parmi l'une des options suivantes :
a) Les agents de l'administration peuvent effectuer la vérification sur le matériel utilisé par le contribuable ;
b) Celui-ci peut effectuer lui-même tout ou partie des traitements informatiques nécessaires à la vérification. Dans ce cas, l'administration précise par écrit au contribuable, ou à un mandataire désigné à cet effet, les travaux à réaliser ainsi que le délai accordé pour les effectuer. Les résultats des traitements sont alors remis sous forme dématérialisée répondant à des normes fixées par arrêté du ministre chargé du budget ;
c) Le contribuable peut également demander que le contrôle ne soit pas effectué sur le matériel de l'entreprise. Il met alors à la disposition de l'administration les copies des documents, données et traitements soumis à contrôle. Ces copies sont produites sur tous supports informatiques, répondant à des normes fixées par arrêté du ministre chargé du budget. L'administration restitue au contribuable avant la mise en recouvrement les copies des fichiers et n'en conserve pas de double. L'administration communique au contribuable, sous forme dématérialisée ou non au choix du contribuable, le résultat des traitements informatiques qui donnent lieu à des rehaussements au plus tard lors de l'envoi de la proposition de rectification mentionnée à l'article L. 57.
Le contribuable est informé des noms et adresses administratives des agents par qui ou sous le contrôle desquels les opérations sont réalisées. »

Note : la partie I de l'article L. 47 A (LPF L. 47 A -I) n'est pas relative au CFCI mais couvre la présentation de comptabilité via la fourniture du fichier permanent des écritures comptables (voir AltoWeb).
Certains détails techniques de transmission des données et résultats des traitements sont réglementés par l'article A 47 A-1 du LPF.
Lorsque les traitements emportent des conséquences fiscales, cela est mentionné dans la proposition de rectifications (LPF art. L. 57) ainsi qu'en cas d'usage d'une demande de régularisation (LPF art. L. 62)
L'ensemble du CFCI est régi par deux bulletins officiels des impôts (BOI) : 13-L-1-06 et 13-L-2-08 ; les dispositions ci-dessus sont applicables pour les contrôles engagés depuis le 1er janvier 2008 et ont fait l'objet de multiples commentaires,.